# مجالس‌النفائس
مجالس‌النفائس کتابی از علی‌شیر نوایی شاعر، دانشمند و سیاستمدار برجستهٔ روزگار فرمانروایی تیموریان و معاصر سلطان حسین بایقرا است. این کتاب شرح زندگی شاعران روزگار شاعر به زبان ترکی جغتایی است.

## ترجمه‌ها
از این کتاب دو ترجمه در دست است: ترجمه‌ای به نام لطائف‌نامه از فخری هراتی و ترجمهٔ دیگری از حکیم شاه محمد قزوینی. علی‌اصغر حکمت هردو ترجمه را با نام مجالس‌النفائس در تهران به‌چاپ رساند.